# Lillie (Louisiane)
Lillie est un village de la paroisse de l'Union, dans l'État de Louisiane, aux États-Unis,. En 2020, il compte une population de 111 habitants.

## Démographie
Lors du recensement de 2010, le village comptait une population de 118 habitants, tandis qu'en 2020, elle s'élève à 111 habitants.